# 維亞納堡車站

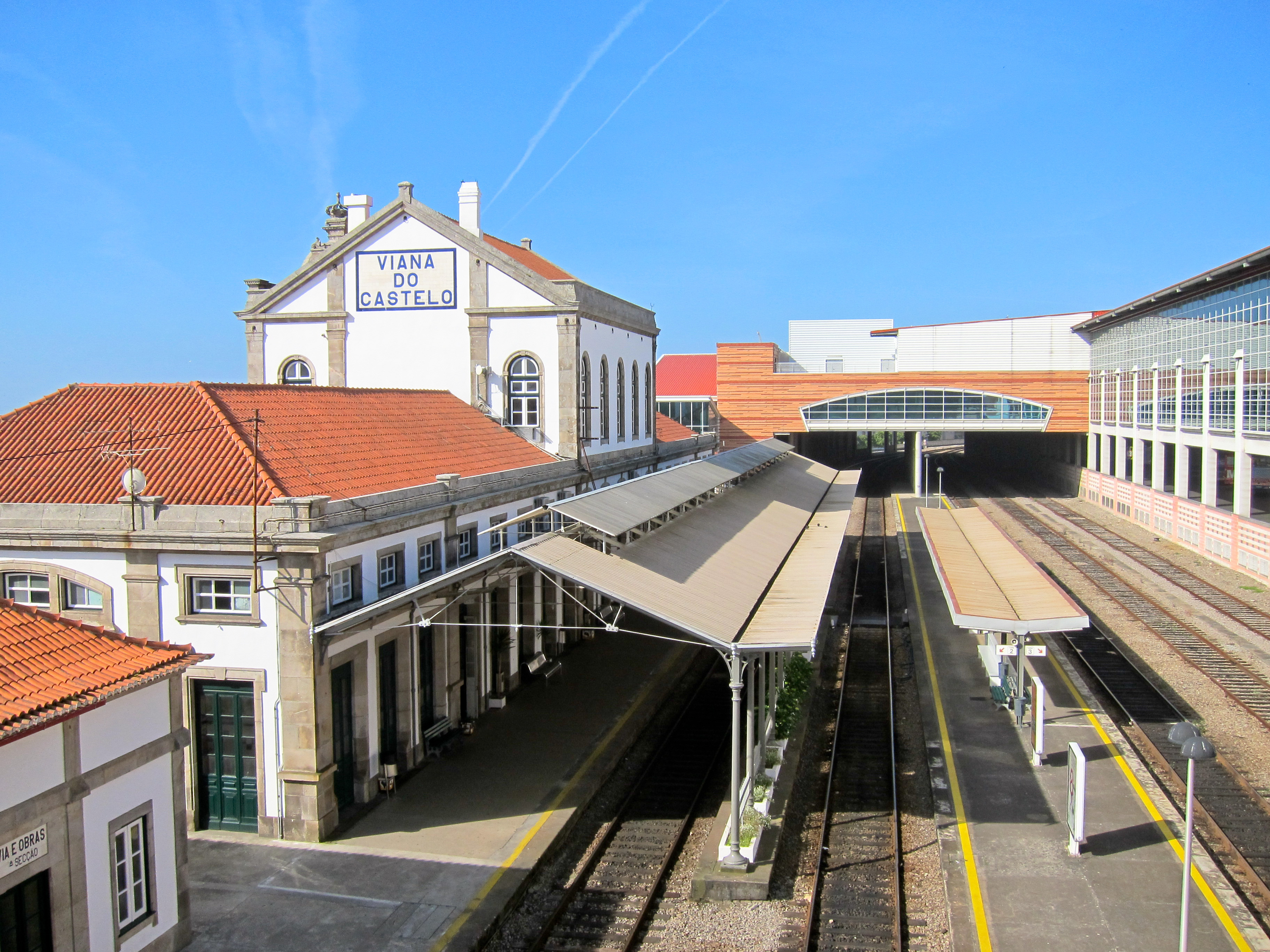
車站景觀（2011年）

維亞納堡車站（葡萄牙語：Estação Ferroviária de Viana do Castelo）是葡萄牙北部維亞納堡區維亞納堡的主要火車站，啟用於1878年。位於米尼奧線上。